# Hsziamen–Sencsen-vasútvonal
A Hsziamen–Sencsen-vasútvonal (Egyszerűsített kínai írással: 厦深铁路; tradicionális kínai írással: 廈深鐵路; pinjin: Xiàshēn Tiělù) egy 502,4 km hosszú, kétvágányú, 25 kV 50 Hz-cel villamosított nagysebességű vasútvonal Kínában Fucsou és Hsziamen között. Az építkezés 2007. november 23-án kezdődött. A személyszállító vonatok legnagyobb sebessége 200 km/h lesz. A leggyorsabb vonat a két város közötti távot a jelenlegi 11 óra helyett 3 óra 40 perc alatt fogja megtenni. A vonal része az 1745 km hosszú Hangcsou–Fucsou–Sencsen nagysebességű vasútvonalnak. Az építkezés 2007. november 23-án kezdődött, és 2013. december 28-án nyílt meg.